# ظبي القصب
ظَبْيُ القَصَب أو وعل القصب (الاسم العلمي: Redunca) (بالإنجليزية: Reedbuck)‏ جنس من ثلاث أنواع من الظباء الأفريقية. هذه الأنواع هي:
- ريدبك جنوبي أو وعل القصب الجنوبي (الاسم العلمي: Redunca arundinum)
- ريدبك جبلي أو وعل القصب الجنوبي (الاسم العلمي: Redunca fulvorufula)
- ريدبك بوهور أو وعل القصب البوهوري (الاسم العلمي: Redunca redunca)

## اقرأ كذلك
- قائمة مزدوجات الأصابع حسب العدد